# Torkel Tomasson

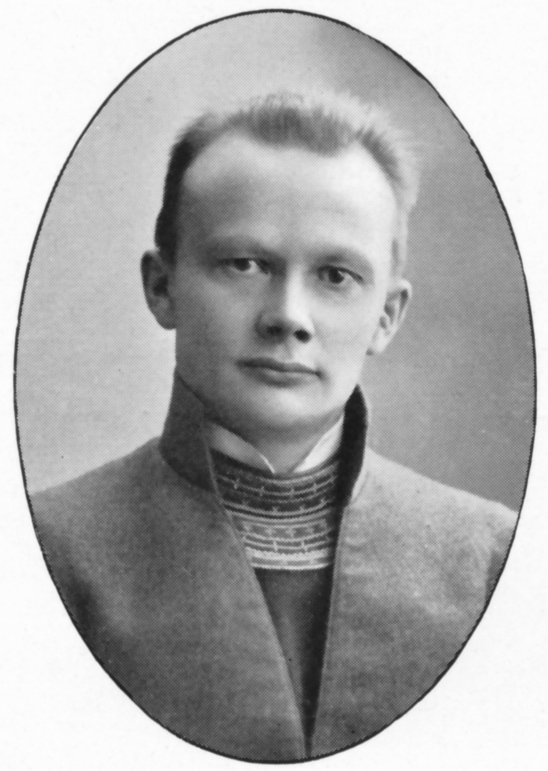
Torkel Tomasson (1891)

Torkel Tomasson (* 10. April 1881 in Seltjärnsmon, Anundsjö; † 7. Dezember 1940) war ein samischer Redakteur und Ethnologe.

## Leben
Torkel Tomasson war der Sohn der Rentierhirten Tomas Nilsson und der Lisa Torkelsdotter aus der Siida Vilhelmina södra lappby. Ab seinem elften Lebensjahr besuchte er die Schule der Schwedischen Missionsgesellschaft in Gafsele. Seit dem 14. Lebensjahr bis zum Alter von etwa 25 Jahren arbeitete er in der Rentierhaltung. Im Herbst 1904 studierte Tomasson einige Monate an der Tornedal-Volkshochschule in Matarengi (heute Övertorneå). Ab 1906 besuchte er ein Gymnasium in Stockholm und machte sechs Jahre später seinen Abschluss. Im Frühlingssemester 1923 schrieb er sich an der Universität Uppsala ein, um dort in einer zweijährigen Ausbildung das Kansliexamen (schwedisch) aufzunehmen, 1915 absolvierte er das damals niedrigste juristischen Examen in Schweden. Danach hatte er mehrere Jahre lang keine feste Anstellung und kein regelmäßiges Einkommen. Ab Dezember 1922 arbeitete er in der Provinzverwaltung in Falun.

## Samenpolitische Arbeit
Torkel Tomasson interessierte sich schon früh für samenpolitische Arbeit. Im Sommer 1904 reiste er mit einer Abordnung, zu der unter anderem auch Elsa Laula Renberg gehörte, nach Stockholm, um die Ansichten der Sami zu präsentieren. Während dieses Aufenthalts bildete sich die erste samische Zentralorganisation in Schweden, Lapparnes centralförbund, deren Sekretär er wurde. Er gab die Zeitung Lapparnes egen tidning heraus, die allerdings nach nur fünf Ausgaben wieder eingestellt wurde. Auch der erste Zentralverbund war nur kurzlebig und verlief sich nach dem Jahrestreffen 1905.
Nach dem Studienabschluss arbeitete er aktiver für die Sache der Samen. Auf dem ersten Landestreffen der schwedischen Samen 1918 in Östersund spielte er eine wesentliche Rolle. Dort wurde beschlossen, die Organisation Lapparnas centralförbund zu bilden. Nach dem Landestreffen sammelte Tomasson Geld und startete eine neue Zeitung, Samefolkets egen tidning.
In der ersten Ausgabe führte Tomasson das Wort Same ein als Ersatz für das negativ besetzte schwedische Wort Lappe. Er schrieb:
„Same, pl. sameh, är det folk, som svenskarna kallat och kalla lapp, lappar. Folket självt kallar sig dock same, pl. sameh.“
Auch der Stolz auf die eigene Geschichte sollte mit dieser Bezeichnung ausgedrückt werden.
Während der 1920er Jahre arbeitete Tomasson weiterhin in der Provinzverwaltung in Falun sowie als Zeitungsredakteur. Es gelang ihm, eine staatliche Förderung für die Zeitung zu erhalten. Dennoch hatte die Zeitung ständig wirtschaftliche Probleme und konnte nur durch private Mitfinanzierung Tomassons herausgegeben werden. Durch seine Artikel wurde er als wichtiger Meinungsmacher in samischen Fragen wahrgenommen. Während der 1930er Jahre verschlechterte sich seine Gesundheit, aber er setzte seine Arbeit an der Zeitung bis zu seinem Tod 1940 fort. Bei seinem Begräbnis wurde er wie einem samischen Staatsmann gehuldigt.

## Ethnologie
Torkel Tomasson war sehr interessiert an der Kultur der Samen. 1917 führte er Interviews mit 26 Samen durch, von denen die meisten während den 1850er und 1860er Jahren aufgewachsen war. Viele der Interviews wurden im damaligen Kirchspiel Vilhelmina gemacht, aber er sammelte auch Materialien in den Kirchspielen Tärna (in der heutigen Gemeinde Storuman) und Sorsele, sowie in den Provinzen Härjedalen und Jämtland. Die Aufzeichnungen enthalten umfangreiches Material zu südsamische Sagen, Sitten und Bräuchen. Torkel Tomasson machte selbst später Aufzeichnungen ethnographischer Art und veröffentlichte sie in Samefolkets egen tidning. Tomassons Material ist insofern einzigartig, dass er als Same war und andere Samen interviewt hat.